# Toruń Dworski
Toruń Dworski – wieś sołecka w Polsce położona w województwie mazowieckim, w powiecie nowodworskim, w gminie Nasielsk.
| SIMC    | Nazwa       | Rodzaj     |
| ------- | ----------- | ---------- |
| 0120603 | Leonówka    | przysiółek |
| 0120610 | Majdan      | przysiółek |
| 0120626 | Toruń Górny | przysiółek |

W latach 1975–1998 miejscowość administracyjnie należała do województwa ciechanowskiego.